# Класифікатор професій
Класифікатор професій — національний класифікатор України, призначений для застосування під час запису про роботу у трудові книжки працівників.  
За основу розроблення Класифікатора професій було прийнято Міжнародну стандартну класифікацію професій 1988 року (ISCO 88: International Standard Classification of Occupations/ILO, Geneva), яку Міжнародна конференція статистики праці Міжнародного бюро праці рекомендувала для переведення національних даних у систему, що полегшує міжнародний обмін професійною інформацією.
В Україні є Класифікатор професій ДК 003:2010. У ньому перелічені усі наявні в державі професії. Кожній окремій професії чи її групі надано код.
Також у довіднику для зручності вказані інші коди:
- ЗКППТР (Загальносоюзний класифікатор професій, посад та тарифних розрядів. 186016. - М.: Економіка, 1991)
- номери випусків ЄТКД (Єдиного тарифно-кваліфікаційного довідника робіт та професій робітників)
- номери випусків ДКХП (Довідника кваліфікаційних характеристик професій працівників)[2]